# بخش بل پلین، شهرستان اسکات، مینه سوتا
بخش بل پلین (به انگلیسی: Belle Plaine Township) یک منطقهٔ مسکونی در ایالات متحده آمریکا است که در شهرستان اسکات، مینه‌سوتا واقع شده‌است.
 بخش بل پلین ۱۰۱٫۶ کیلومتر مربع مساحت و ۸۰۶ نفر جمعیت دارد و ۳۰۲ متر بالاتر از سطح دریا واقع شده‌است.